# Typ 3 12-cm-Flugabwehrkanone
Die Typ 3 12-cm-Flugabwehrkanone (japanisch 三式十二糎高射砲 san-shiki Juni-senchi Kōshahō) war eine Flugabwehrkanone der Landstreitkräfte des Kaiserlich Japanischen Heeres, die von 1943 (Jahr 2603 nach dem Kōki-Kalender, daher die Jahreszahl der Benennung) bis 1945 eingesetzt wurde.

## Hintergrund
Nach Kriegsbeginn gegen die Westalliierten zeigten Einsätze der Typ 88 7,5-cm-Flugabwehrkanone in der Abwehr hoch einfliegender Boeing B-17-Bomber ein Problem mit der möglichen Schusshöhe bekamen. Für positive Ergebnisse mussten die Bomber möglichst lang in der effektiven Schussentfernung und -höhe bleiben. Je höher ein Bomberpulk einflog, desto kürzer war die effektive Einwirkzeit auf ihn. Dies führte schließlich dazu, dass das Heer aufgrund der Erfahrungen mit den B-17 1942 beschloss, Flugabwehrkanonen mit größerer Schusshöhe zu beschaffen. Eine deutliche Leistungssteigerung war mit dem Kaliber 7,5 cm nur bedingt möglich, da dies die wirkenden Kräfte deutlich verstärkte. Nur eine entsprechend massive Bauweise des Geschützes konnte diese wirkungsvoll auffangen. Entsprechend beschloss das Heer, die Typ 89 12,7-cm-Kanone der Marine zu begutachten. Die Ergebnisse flossen in die Entwicklung einer entsprechenden eigenen Waffe im Kaliber 12 cm durch das Technische Büro des Heeres ein.

## Entwicklung
Von vornherein waren ein elektrisch arbeitendes, automatisches  Ladesystem mit Zünderstellmaschine, ein automatisch arbeitender Verschluss und eine elektrisch arbeitende Richtmaschine vorgesehen. Die patronierte Munition musste nur noch manuell auf die Ladeschale gelegt werden. Dann wurden nach Vorgaben aus dem Feuerleitsystem die Zünder automatisch eingestellt. Schließlich beförderte die Ladeschale die Patrone durch ein hydraulisch angetriebenes Gestänge vor den Verschluss. Dort wurde die Munition durch ein weiteres Hydraulikgestänge ins Rohr befördert. Das Abfeuern erfolgte elektrisch. Nach einigen Startproblemen konnte das mit hoher Priorität versehene Projekt schnell beendet werden. Im Ergebnis entstand bis Mitte 1943 im Arsenal Osaka ein Prototyp.

## Technik

### Waffe
Das Geschütz bestand aus drei Teilen:
- Rohr
- Oberlafette mit Rohrrücklauf
- Unterlafette mit Pivot

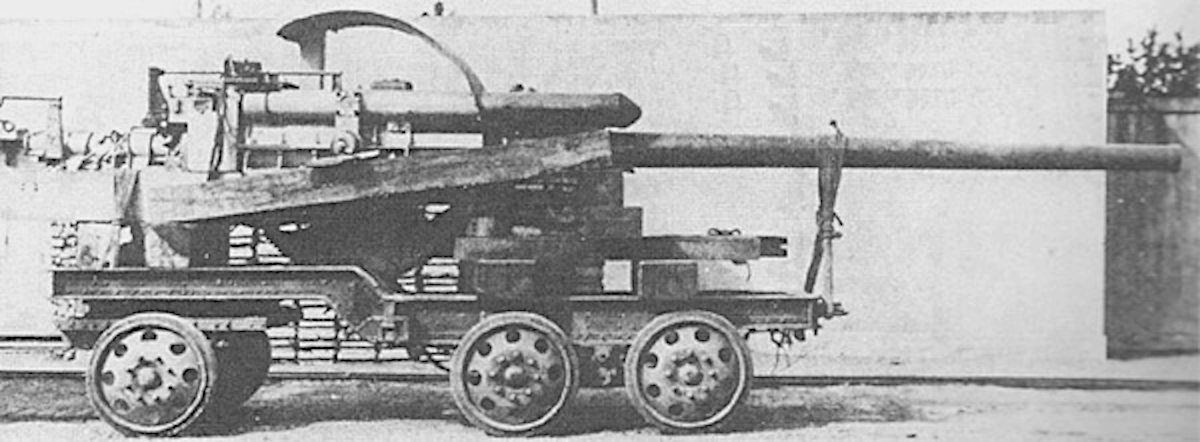
Oberlafette und Rohr der Typ 3 12-cm-Flugabwehrkanone auf einem Typ 1 Schwerlastanhänger

Das Rohr mit Verschluss wog 4070 kg und hatte eine Länge von 6,71 m (L/55,9). Es besaß einen automatischen nach rechts öffnenden Keilverschluss. Die Oberlafette bestand aus einer Halterungsmanschette für das beweglich eingelegte Rohr und aus dem Rohrrücklauf. Als Rohrbremse beim Abschuss waren zwei Federhydrauliken in langen, schmalen Röhren oberhalb des Rohres eingebaut. Der rein hydraulische Vorholer war waagerecht in einem kürzeren aber dickeren, runden Gehäuse unter dem Rohr untergebracht. Weitere Schockabsorber neben dem Vorhohler verringerten zusätzlich die Kräfte beim Abschuss. Die Oberlafette war an zwei Drehachsen vertikal beweglich mit der Unterlafette verbunden.
Aufgrund des Gesamtgewichts des Geschützes war ein manuelles Richten nicht mehr möglich. Die Höhen- und Seitenrichtung erfolgte entweder automatisch über den Feuerleitrechner oder über Handräder am vorderen Teil der Unterlafette unterhalb des Rohres. Dabei wurden lediglich Skalen abgeglichen. Die Richtschützen saßen auf Sitzschalen vor den Handrädern mit dem Rücken in Schussrichtung. Die Richteingaben wurden über elektrisch angetriebene Zahnräder an die Stellmechanismen weitergegeben. Im Schwerpunkt war die Unterlafette drehbar auf einem Pivot montiert. So konnte ein Höhenrichtbereich von −8° bis +90° und ein Seitenrichtbereich von 360° erreicht werden.

### Munition
Als Geschoss kam nur ein Sprenggeschoss in einer Patrone zum Einsatz. Die Länge des Geschosses lag bei 35 cm, die Gesamtlänge der Patrone betrug 97 cm. Die Treibladung war in drei getrennte Portionsbeutel aufgeteilt. Bei Erdbeschuss konnte so durch Weglassen einer oder zweier Treibladungsbeutel die Reichweite grob voreingestellt werden. Aufgrund der hohen Schusskadenz von bis zu 15 Schuss je Minute wurde die Munition bereits zusammengesetzt geliefert. Bei Bedarf konnte das Geschoss abgenommen und die Treibladungen individuell zusammengestellt werden.
Das Gewicht des Geschosses lag bei 23,4 kg. Das Gesamtgewicht ist nicht bekannt, ähnliche Marinegeschütze hatten aber patronierte Munition mit einem Gesamtgewicht von 30 bis 35 kg. Die Munitionszuführung zum Ladeautomat erfolgte manuell durch je zwei Mann.
Als Zünder kamen mechanisch einstellbare Zeitzünder zum Einsatz. Für den Erdkampf waren die Aufschlagzünder der Artillerie vorgesehen. 1945 war noch ein Annäherungszünder in der Entwicklung, der jedoch nicht mehr einsatzbereit gemacht werden konnte.
Mit der Munition war mit Aufschlagzündern eine Maximalschussweite von 20.500 m möglich. In der Flugabwehr lag die wirksame Schusshöhe bei etwa 11.400 m, die maximale Schusshöhe bei 14.000 m. Aufgrund des Ladeautomaten konnte kurzzeitig eine Kadenz von bis zu 15 Schuss pro Minute erreicht werden, im Dauerbeschuss waren es aufgrund des Munitionsgewichts jedoch nur 8 Schuss je Minute.

## Produktion und Einsatz
Bis Kriegsende konnten nach offiziellen Unterlagen 140 Geschütze in zwei Versionen gefertigt werden (1943 21 Stück, 1944 96 Stück, 1945 33 Stück). Version I wurde vorrangig gebaut. Sie war für den dauerhaft ortsfesten Einbau in Festungen oder festen Verteidigungsstellungen vorgesehen und wog 19.800 kg mit Schild. Diese Geschütze wurden in betonierten Stellungen mit schweren Schutzschilden aufgebaut, die auch die Waffe selbst und einen Teil der Munitionsschützen bedeckte.
Version II wurde in geringeren Stückzahlen gefertigt. Sie konnte vollkommen zusammengebaut ohne Unterbau auf einem Spezialanhänger transportiert werden. Dazu wurde die Bauhöhe reduziert, um den Schwerpunkt weitestmöglich nach unten verlagern zu können. Ein wesentlich kleinerer Schild um die Bedienelemente schützte nur die Richtschützen und die Stellgeräte. Der Einsatz erfolgte dann auf einer zuvor verlegten, stählernen Babette. Dazu wurden die Geschütze an die fertigen Unterlagen herangefahren und dann jeweils mit einem Hilfskran auf die Babette aufgesetzt. Das Gesamtgewicht in Feuerstellung stieg dadurch auf 24.000 kg. Durch die geringere Bodenfreiheit hinter der Waffe war der Höhenrichtbereich auf +85° begrenzt. Der gesamte Vorgang des Verlegens einer Batterie erforderte mehrere Tage, ermöglichte aber ein Eingreifen der Geschütze in die Luftabwehr auch von unerwarteten Positionen aus.

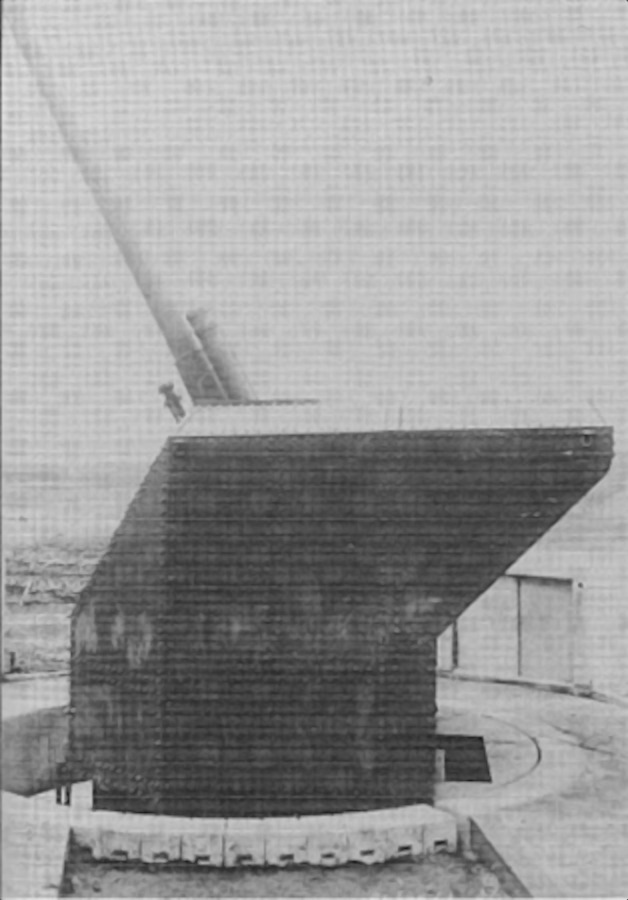
Geschütz der Version I
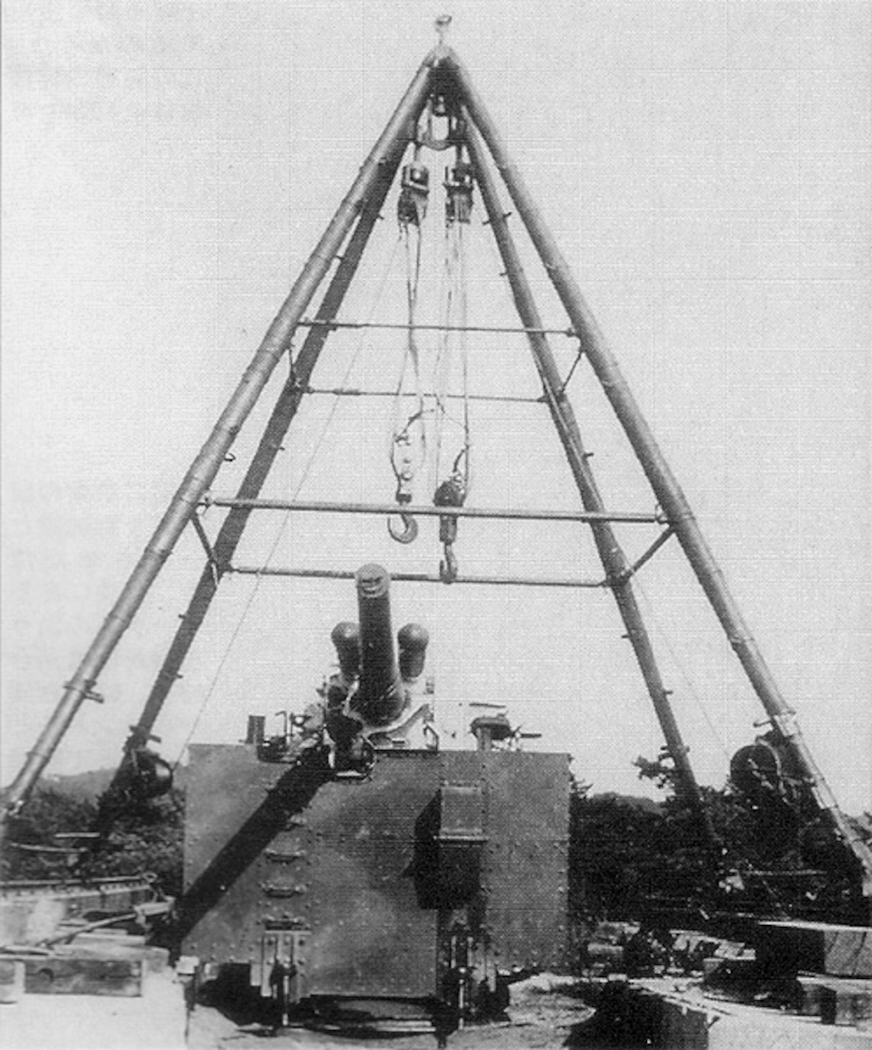
Geschütz der Version II beim Aufbau
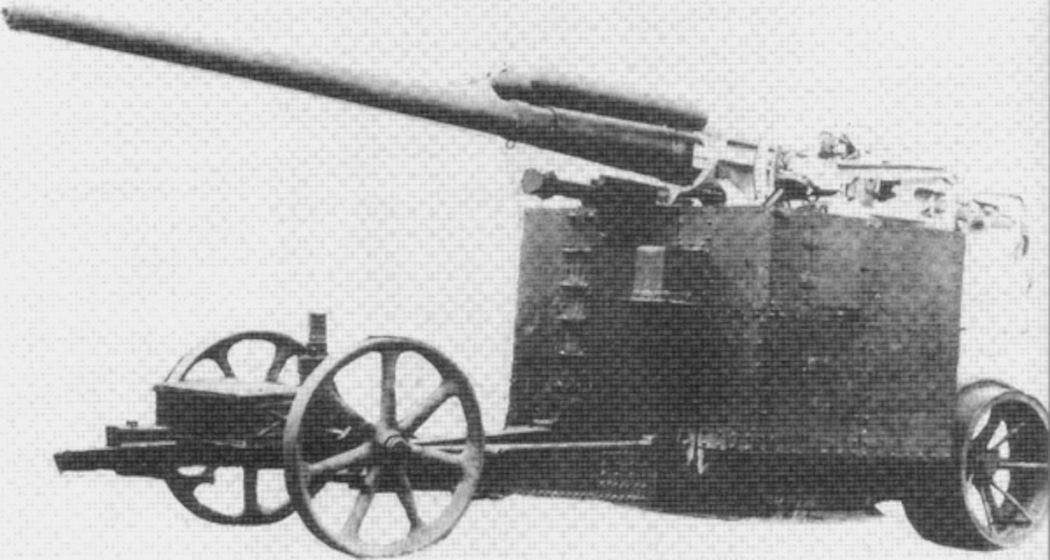
Geschütz der Version II auf dem Spezialanhänger

Neben dem Großraum Tokyo verteidigten die Geschütze auch militärisch wichtige Industrieanlagen und Städte. Einige der Waffen wurden auch um die Ölfelder und Ölanlagen bei Palembang/Sumatra stationiert. In der Heimat kämpften sie relativ erfolgreich gegen die amerikanischen Boeing B-29-Bomber. In den Kämpfen um Tokyo wird der Abschuss von mindestens 10 der Bomber sicher den dort stationierten Typ 3 12-cm-Flugabwehrkanonen zugeschrieben. Aufgrund der geringen Fertigungszahlen konnten die Geschütze allerdings keine größere Wirkung entfalten. Zudem waren die Stellungen der fest eingebauten Waffen schnell bekannt und die US-Heeresluftwaffe versuchte, diese soweit möglich zu umfliegen.